# Соннен, Чейл
Чейл Патрик Соннен (англ. Chael Patrick Sonnen; род. 3 апреля 1977, Милуоки, Орегон, США) — американский боец смешанных единоборств, бывший претендент на пояс UFC в среднем и полутяжёлом весе. По состоянию на август 2013 года, Соннен является № 9 в среднем весе по версии UFC.

## MMA карьера
Соннен начал свою карьеру в ММА в 1997 году (в 20 лет), победив Бена Хейли в Ванкувере, штат Вашингтон. Затем он победил будущего чемпиона ICON SPORT в среднем весе и претендента на звание чемпиона Strikeforce в среднем весе Джейсона «Mayhem» Миллера. После выигранных шести боёв, проиграл Тревору Пренгли. В конце 2003 года он проигрывает будущему победителю первого сезона Ultimate Fighter и чемпиону UFC в полутяжёлом весе Форресту Гриффину.

### Ultimate Fighting Championship
Соннен дебютировал в UFC (в полутяжелом весе), против бывшего чемпиона IFC в супертяжелом весе Ренато Собрала на UFC 55, проиграв во втором раунде удушающим приемом (треугольник). Оправившись от поражения он отомстил за своё первое поражение в ММА, победив единогласным решением судей Тревора Пренгли на UFC Ultimate Fight Night 4. На UFC 60 он дрался против Джереми Хорна в третий раз и проиграл болевым на руку. Вскоре после этого он был уволен из UFC.

### Bodog Fight
В мае 2006 года Соннен дебютировал в Bodog Fight, победив Тима Кредера техническим нокаутом. Он выиграл единогласным решением судей у Алексея Олейника, выиграл Тима МакКензи за 13 секунд удушением (Brabo Choke), и победил ветерана UFC и Pride Амара Сулоева техническим нокаутом. После ухода из Bodog, Соннен победил будущего участника Ultimate Fighter Кейси Ускола на турнире «SF 20: Homecoming».

### World Extreme Cagefighting
В декабре 2007 года Соннен дрался с Паулу Филью за титул чемпиона WEC в среднем весе. Соннен проиграл болевым приемом на отметке 4:55 второго раунда. Соннен не сдался, но кричал от боли, которую судья рассмотрел как словесную сдачу. В своем интервью после боя, Соннен сказал, что он сказал рефери не останавливать бой, и постоянно говорит «нет», когда судья спросил, хочет ли он сдаться. Кит Кайзер, исполнительный директор Атлетической комиссии штата Невада, заявил, что Соннен кричал «нет» только после того, как рефери остановил бой.
Матч-реванш был намечен на 26 марта 2008 года, но был отменен после того, как Филью вступил в программу реабилитации наркоманов. Соннен сразился с непобедимым бойцом среднего веса Брайаном Бейкером и доминировал над ним на протяжении трех раундов, и победил единогласным решением судей. Соннен и Филью в конце концов снова встретились 5 ноября 2008 года, и Соннен победил единогласным решением судей. До боя, Филью весил почти на 7 фунтов больше 185 фунтов предела, так что бой был признан нетитульным. После того, как Филью проиграл, он объявил, что отдаст Соннену чемпионский пояс.

### Возвращение в UFC
После распада WEC, Соннен вернулся в UFC.
В своем первом бою с момента боя на UFC 60, он проиграл Демиану Майе удушением (треугольник)на UFC 95 .
На UFC 98 в мае 2009 года Соннен победил Дэна Миллера единогласным решением судей. Он заменил Юcина Оками, который порвал связки во время тренировки. Он принял бой за 22 дня до него, и потерял 36 фунтов, чтобы уложиться в лимит. В своем следующем бою, на UFC 104 , Соннен победил Оками единогласным решением судей.
Соннен дрался с Нейтом Марквардтом на UFC 110 , но бой был перенесен на UFC 109, который состоялся 6 февраля. Соннен победил единогласным решением судей 30-27, после ухода из двух хороших попыток гильотины в первом и третьем раундах. После победы, Соннен стал претендентом номер один на титул UFC в среднем весе.

### Бой за титул UFC в среднем весе
На UFC 117 7 августа 2010 года, Соннен дрался с Андерсоном Силвой за титул UFC в среднем весе. Соннен заявил, что он собирается отправить в отставку Сильву. В конце пятого раунда, Соннен по отметкам в судейских карточках выигрывал (40-34, 40-35, и 40-36). На отметке 3:10 в финале поединка, Сильва поймал Соннена на треугольник и заставил сдаться. В более позднем интервью, Соннен заявил, что было именно удушение, а не рычаг локтя, который заставил его сдаться.

### CSAC и отстранение
Анализ мочи проведенный после его поражению Андерсону Силве показал у Соннена высокий уровень тестостерона / эпитестостерон (T / E) отношение 16.9:1 во время боя. Средний человек имеет T / E в соотношении 1:1, и допускает уровень 4:1 для спортсменов. Другими словами, T / E соотношение Соннена было почти в 17 раз больше, чем у обычного человека, и в четыре раза больше максимально допустимой нормы для спортсмена. Он был оштрафован на 2500 $ и отстранён от боёв на один год (до 2 сентября 2011 года) Атлетической комиссией штата Калифорния (CSAC). Его запланированный матч-реванш с Силвой был впоследствии отменён.

### Возвращение в UFC
После отстранения Соннен вернулся в UFC 8 октября 2011 года, победив Брайана Стенна во втором раунде удушающим приёмом (треугольник руками) на UFC 136, а затем Майкла Биспинга единогласным решением судей на UFC on FOX 2, в претендентском бою.

### Соннен vs Силва II
Матч-реванш с Андерсоном Силвой был запланирован UFC 147, но бой был перенесён на UFC 148, который состоялся 7 июля 2012 года. Бой был, по мнению многих аналитиков и несколько крупных СМИ, назван как наиболее ожидаемый бой в истории UFC.
В начале первого раунда Соннен быстро повалил чемпиона на канвас и доминировал над ним весь раунд, показав хороший ground-and-pound. Однако, Силва победил Соннена техническим нокаутом через 1:55 после начала второго раунда, после того, как Соннен упал на канвас, при неудачной попытке пробить бекфист.

### Bellator MMA
В сентябре 2016 года заключил контракт с Bellator. 21 января 2017 провел дебютный бой в Bellatorе против Тито Ортиза, и проиграл сдачей. Для Ортиза это был прощальный бой в ММА. 24 июня 2017 на турнире Bellator 180 в главном бою вечера, победил единогласным решением Вандерлея Силву. 
20 января 2018 года в первом раунде гран-при тяжеловесов победил Куинтона Джексона единогласным решением.
13 октября 2018 года в полуфинале Гран-при Bellator в тяжёлом весе в первом раунде проиграл  Фëдору Емельяненко.

### Вне ММА
Соннен получил степень бакалавра наук в социологии в Университете штата Орегон.
3 января 2011 года, Соннен признал себя виновным в отмывании денег в связи с ипотечным мошенничеством. После согласия к даче показаний против других лиц, участвующих в преступлении, он был оштрафован на 10000 $.
17 августа 2016 года появились сведения, что дочь Соннена родилась на 10 недель раньше срока в результате инфекции листерии, которая передалась девочке от жены Соннена Бриттни, которая, в свою очередь, заболела из-за употребления зараженной бактериями пищи. Бывший претендент на титул опубликовал заявление относительно ситуации, в котором заверил, что его дочь будет “сражаться с болезнью”, однако, всего 4 дня спустя она скончалась.

## Статистика
| Боёв 49  | Побед 31 | Поражений 17 |
| -------- | -------- | ------------ |
| Нокаутом | 8        | 7            |
| Сдачей   | 4        | 9            |
| Решением | 19       | 1            |
| Ничьи    | 1        | 1            |

| Результат | Рекорд  | Соперник          | Способ                                                     | Турнир                                     | Дата             | Раунд | Время | Место                           | Примечание |
| --------- | ------- | ----------------- | ---------------------------------------------------------- | ------------------------------------------ | ---------------- | ----- | ----- | ------------------------------- | --- |
| Поражение | 31-17-1 | Лиото Мачида      | Техническим нокаутом (удар коленом в прыжке и добивание)   | Bellator 222: МакДональд - Грейси          | 14 июня 2019     | 2     | 0:22  | Нью-Йорк, США                   | Вернулся в тяжёлый вес. Соннен анонсировал завершение карьеры после боя.                                                                    |
| Поражение | 31-16-1 | Федор Емельяненко | Техническим нокаутом (удары)                               | Bellator 208: Федор - Соннен               | 13 октября 2018  | 1     | 4:46  | Юниондейл, штат Нью-Йорк, США   | Полуфинал гран-при Bellator в тяжелом весе.                                                                                                 |
| Победа    | 31-15-1 | Куинтон Джексон   | Решением (единогласным)                                    | Bellator 192: Рампейдж - Соннен            | 20 января 2018   | 3     | 5:00  | Инглвуд, США                    | 1/4 гран-при Bellator в тяжелом весе. |
| Победа    | 30-15-1 | Вандерлей Силва   | Решением (единогласным)                                    | Bellator 180: Соннен - Сильва              | 24 июня 2017     | 3     | 5:00  | Нью-Йорк, США                   | Бой в полутяжелом весе. |
| Поражение | 29-15-1 | Тито Ортис        | Сабмишном (удушение сзади)                                 | Bellator 170: Соннен - Ортиз               | 21 января 2017   | 1     | 2:03  | Инглвуд, США                    | Бой в полутяжелом весе. |
| Поражение | 29-14-1 | Рашад Эванс       | Техническим нокаутом (удары)                               | UFC 167: Сент-Пьерр - Хендрикс             | 16 ноября 2013   | 1     | 4:05  | Лас-Вегас, США                  | |
| Победа    | 29-13-1 | Маурисиу Руа      | Сабмишном (удушение гильотиной)                            | UFC Fight Night 26: Шогун - Соннен         | 17 августа 2013  | 1     | 4:47  | Бостон, США                     | Болевой вечера. |
| Поражение | 28-13-1 | Джон Джонс        | Техническим нокаутом (удары локтями и руками)              | UFC 159: Джонс - Соннен                    | 27 апреля 2013   | 1     | 4:33  | Ньюарк, США                     | Возвращение в полутяжелый вес. Бой за титул чемпиона UFC в полутяжёлом весе.                                                                |
| Поражение | 28-12-1 | Андерсон Силва    | Техническим нокаутом (удар коленом по корпусу и добивание) | UFC 148: Сильва - Соннен 2                 | 7 июля 2012      | 2     | 1:55  | Лас-Вегас, США                  | Бой за титул титул чемпиона UFC в среднем весе.                                                                                             |
| Победа    | 28-11-1 | Майкл Биспинг     | Решением (единогласным)                                    | UFC on Fox 2: Эванс - Дэвис                | 28 января 2012   | 3     | 5:00  | Чикаго, США                     | |
| Победа    | 27-11-1 | Брайан Стэнн      | Сабмишном (удушение ручным треугольником)                  | UFC 136: Эдгар - Мэйнард 3                 | 8 октября 2011   | 2     | 3:51  | Хьюстон, США                    | |
| Поражение | 26-11-1 | Андерсон Силва    | Сабмишном (удушение треугольником и рычаг локтя)           | UFC 117: Сильва - Соннен                   | 7 августа 2010   | 5     | 3:10  | Оклэнд, США                     | Бой за титул титул чемпиона UFC в среднем весе. Лучший бой вечера. Лучший бой года (2010). Соннен сдал положительный допинг тест после боя. |
| Победа    | 26-10-1 | Нейт Марквардт    | Решением (единогласным)                                    | UFC 109 - Relentless                       | 6 февраля 2010   | 3     | 5:00  | Лас-Вегас, США                  | Претендентский бой. Лучший бой вечера. |
| Победа    | 25-10-1 | Юсин Оками        | Решением (единогласным)                                    | UFC 104: Мачида - Шогун                    | 24 октября 2009  | 3     | 5:00  | Лос-Анджелес, США               | |
| Победа    | 24-10-1 | Дэн Миллер        | Решением (единогласным)                                    | UFC 98: Эванс - Мачида                     | 23 мая 2009      | 3     | 5:00  | Лос-Анджелес, США               | |
| Поражение | 23-10-1 | Демиан Майа       | Сабмишном (удушение треугольником)                         | UFC 95: Санчес - Стивенсон                 | 21 февраля 2009  | 1     | 2:37  | Лондон, Англия                  | |
| Победа    | 23-9-1  | Паулу Филью       | Решением (единогласным)                                    | WEC 36: Фэйбер - Браун                     | 5 ноября 2008    | 3     | 5:00  | Холливуд, Флорида, США          | Изначально бой за титул чемпиона WEC в среднем весе. Бой сменил статус на нетитульный после того как Филью не сделал вес (93 кг).           |
| Победа    | 22-9-1  | Брайан Бейкер     | Решением (единогласным)                                    | WEC 33 - Back To Vegas                     | 26 марта 2008    | 3     | 5:00  | Лас-Вегас, США                  | |
| Поражение | 21-9-1  | Паулу Филью       | Сабмишном (рычаг локтя)                                    | WEC 31: Фэйбер - Куррэн                    | 12 декабря 2007  | 2     | 4:55  | Лас-Вегас, США                  | Бой за титул чемпиона WEC в среднем весе.                                                                                                   |
| Победа    | 21-8-1  | Кейси Ускола      | Техническим нокаутом (удары)                               | SF 20 - Homecoming                         | 27 октября 2007  | 1     | N/A   | Портленд, США                   | |
| Победа    | 20-8-1  | Амар Сулоев       | Техническим нокаутом (удары)                               | Bodog Fight - Alvarez vs. Lee              | 14 июля 2007     | 2     | 3:33  | Трентон, США                    | |
| Победа    | 19-8-1  | Тим Маккензи      | Сабмишном (удушение Брабо)                                 | Bodog Fight - Costa Rica Combat            | 18 февраля 2007  | 1     | 0:13  | Сан-Хосе, Коста-Рика            | |
| Победа    | 18-8-1  | Алексей Олейник   | Решением (единогласным)                                    | Bodog Fight - USA vs. Russia               | 2 декабря 2006   | 3     | 5:00  | Ванкувер, Канада                | |
| Победа    | 17-8-1  | Тим Кредеур       | Техническим нокаутом (удары)                               | Bodog Fight - To the Brink of War          | 22 августа 2006  | 1     | 2:18  | Сан-Хосе, Коста-Рика            | |
| Поражение | 16-8-1  | Джереми Хорн      | Сабмишном (рычаг локтя)                                    | UFC 60: Хьюз - Грейси                      | 27 мая 2006      | 2     | 1:17  | Лос-Анджелес, США               | |
| Победа    | 16-7-1  | Тревор Прэнгли    | Решением (единогласным)                                    | UFC - Fight Night 4                        | 6 апреля 2006    | 3     | 5:00  | Лас-Вегас, США                  | |
| Поражение | 15-7-1  | Ренато Собрал     | Сабмишном (удушение треугольником)                         | UFC 55 - Fury                              | 7 октября 2005   | 2     | 1:20  | Анкасвилл, США                  | Бой в полутяжёлом весе. |
| Победа    | 15-6-1  | Тим Уильямс       | Техническим нокаутом (удары)                               | SF 11 - Rumble at the Rose Garden          | 9 июля 2005      | 1     | 3:59  | Портленд, США                   | |
| Победа    | 14-6-1  | Адам Райан        | Техническим нокаутом (удары)                               | Euphoria - USA vs. World                   | 26 февраля 2005  | 1     | 3:49  | Атлантик-Сити, США              | |
| Поражение | 13-6-1  | Терри Мартин      | Техническим нокаутом (остановка углом)                     | XFO 4 - International                      | 3 декабря 2004   | 2     | 5:00  | Мак-Генри, США                  | |
| Победа    | 13-5-1  | Алекс Стиблинг    | Решением (единогласным)                                    | WEC 12 - Halloween Fury 3                  | 21 октября 2004  | 3     | 5:00  | Лемор, США                      | |
| Поражение | 12-5-1  | Джереми Хорн      | Сабмишном (удушение гильотиной)                            | SF 6 - Battleground in Reno                | 23 сентября 2004 | 2     | 2:35  | Рино, США                       | |
| Поражение | 12-4-1  | Кеичиро Ямамия    | Решением (большинством судейских голосов)                  | Pancrase - 2004 Neo-Blood Tournament Final | 25 июля 2004     | 3     | 5:00  | Токио, Япония                   | |
| Поражение | 12-3-1  | Джереми Хорн      | Техническим нокаутом (рассечение)                          | EC 57 - Extreme Challenge 57               | 6 мая 2004       | 1     | 3:34  | Каунсил-Блафс, США              | |
| Победа    | 12-2-1  | Джастин Бэйли     | Нокаутом (удар коленом в прыжке)                           | ROTR - Rage on the River                   | 17 апреля 2004   | 1     | 0:40  | Реддинг, США                    | |
| Победа    | 11-2-1  | Арман Гамбурян    | Решением (единогласным)                                    | Euphoria - Russia vs. USA                  | 13 марта 2004    | 3     | 5:00  | Атлантик-Сити, США              | Дебют в среднем весе. |
| Победа    | 10-2-1  | Гомер Мур         | Решением (единогласным)                                    | ROTR 4.5 - Proving Grounds 1               | 27 декабря 2003  | 2     | 5:00  | Хило, США                       | |
| Победа    | 9-2-1   | Грег Кернут       | Сабмишном (удары)                                          | FCFF - Rumble at the Roseland 10           | 13 декабря 2003  | 1     | 1:07  | Портленд, США                   | |
| Победа    | 8-2-1   | Джейсон Ламберт   | Решением (единогласным)                                    | GC 20 - Gladiator Challenge 20             | 13 ноября 2003   | 3     | 5:00  | Колуса, США                     | Завоевал титул чемпиона Gladiator в полутяжёлом весе.                                                                                       |
| Поражение | 7-2-1   | Форрест Гриффин   | Сабмишном (удушение треугольником)                         | IFC - Global Domination                    | 6 сентября 2003  | 1     | 2:25  | Денвер, США                     | |
| Победа    | 7-1-1   | Ренато Собрал     | Решением                                                   | HFP 3 Hitman Fighting Productions 3        | 2 мая 2003       | 3     | 5:00  | Санта-Ана, США                  | |
| Ничья     | 6-1-1   | Акихиро Гоно      | Ничья                                                      | Pancrase - Hybrid 2                        | 16 февраля 2003  | 2     | 5:00  | Осака, Япония                   | |
| Поражение | 6-1     | Тревор Прэнгли    | Техническим сабмишном (рычаг локтя)                        | XFA 5 - Redemption                         | 25 января 2003   | 1     | 2:49  | Уэст-Палм-Бич, США              | |
| Победа    | 6-0     | Джастин Хоуз      | Техническим нокаутом (удары)                               | UFCF - Rumble in Rochester                 | 24 августа 2002  | 2     | 4:26  | Вашингтон, США                  | |
| Победа    | 5-0     | Джесси Олт        | Решением (единогласным)                                    | RFC 1 - The Beginning                      | 13 июля 2002     | 3     | 5:00  | Лас-Вегас, США                  | |
| Победа    | 4-0     | Джесси Олт        | Решением (единогласным)                                    | Dangerzone 13 - Caged Heat                 | 13 апреля 2002   | 2     | 5:00  | Маунтрейл, Северная Дакота, США | Финал турнира Dangerzone в полутяжёлом весе. Завоевал титул чемпиона Dangerzone.                                                            |
| Победа    | 3-0     | Скотт Шипмен      | Сабмишном (удушение предплечьем)                           | Dangerzone 13 - Caged Heat                 | 13 апреля 2002   | 2     | 2:08  | Маунтрейл, Северная Дакота, США | Полуфинал турнира Dangerzone в полутяжёлом весе.                                                                                            |
| Победа    | 2-0     | Джейсон Миллер    | Решением (единогласным)                                    | HFP 1 - Rumble on the Reservation          | 30 марта 2002    | 2     | 5:00  | Калифорния, США                 | |
| Победа    | 1-0     | Бен Хейли         | Решением (единогласным)                                    | BFV - Battle of Fort Vancouver             | 10 мая 1997      | 1     | N/A   | Ванкувер, США                   | |